# Soteska (gmina Kamnik)
Soteska – wieś w Słowenii, w gminie Kamnik. W 2018 roku liczyła 332 mieszkańców.